# Karim Adeyemi
Karim-David Adeyemi (Munique, 18 de janeiro de 2002) é um futebolista alemão que atua como atacante. Atualmente, joga pelo Borussia Dortmund.

## Carreira
Antes da temporada 2018–19, Adeyemi foi contratado pelo clube austríaco Red Bull Salzburg, onde assinou um contrato de três anos. Em seguida, foi emprestado ao FC Liefering. Fez a sua estreia contra em 1 de setembro de 2018 contra o Austria Lustenau.

## Carreira internacional
Adeyemi nasceu em Munique, Alemanha, filho de pai nigeriano e mãe romena. Jogou pela seleção alemã nas categorias sub-16, sub-17 e sub-21. Fez a sua estreia pela seleção principal em 5 de setembro de 2021, em partida válida pelas eliminatórias da Copa do Mundo FIFA de 2022 contra a Armênia entrando no segundo tempo e marcando o sexto gol na vitória da equipe por 6–0. Foi convocado para a disputa da Copa do Mundo de 2022.

## Títulos
Red Bull Salzburg
- Campeonato Austríaco: 2019–20, 2020–21 e 2021–22
- Copa da Áustria: 2019–20, 2020–21 e 2021–22

Alemanha sub-21
- Campeonato Europeu de Futebol Sub-21: 2021

### Prêmios individuais
- Equipe Mundial do Ano Sub-20 da IFFHS: 2022[4]